# Linksrheinischer Jakobsweg
Der Linksrheinische Jakobsweg ist ein Abschnitt im Netz der Wege der Jakobspilger in Deutschland. Er wurde am 14. April 2013 eingeweiht und führt von Köln über Bonn und Koblenz durch das UNESCO-Welterbe Oberes Mittelrheintal nach Bingen am Rhein. Von dort kann man über den Rheinhessischen Jakobsweg nach Worms oder den Hunsrücker Jakobsweg nach Trier weiterpilgern.

## Geschichte
Zur Wiederbelebung des alten Jakobsweges zwischen Köln und Bingen wurde im März 2009 im Kloster Arnstein an der Lahn eine Arbeitsgruppe gegründet. Bereits im Mittelalter wurden die im Mittelrheintal verlaufenden historischen Römer- und Handelsstraßen von Pilgern nach Aachen und Köln sowie von Jakobs- und Rompilgern stark genutzt. Mit der Eröffnung des Linksrheinischen Jakobsweges im April 2013 konnte schließlich eine lange bestehende Lücke im deutschen Jakobswegenetz geschlossen werden. Pilger haben nun die Möglichkeit, Anschluss an weitere Wege zu finden, um nach Santiago de Compostela zum Grab des Apostels Jakobus d.Ä. zu pilgern.
Der Linksrheinische Jakobsweg wurde vornehmlich für Fußpilger angelegt und verläuft auf dem Teilstück vom Rolandsbogen bis Bingen überwiegend auf dem Rheinburgenweg. Es bieten sich auf diesem reizvollen Abschnitt aber auch Alternativen mit Fahrrad und Schiff an. Die Anbindung an das öffentliche Verkehrsnetz ist hervorragend, so dass auch einzelne Etappen von Tagespilgern absolviert werden können. Ab Koblenz führt der Linksrheinische Jakobsweg durch das UNESCO-Welterbe Oberes Mittelrheintal. Auf der gesamten Strecke bildet die Sakrallandschaft mit u. a. dem Kölner Dom, dem Bonner Münster, der Basilika St. Kastor in Koblenz, der Liebfrauenkirche in Oberwesel oder der Basilika St. Martin in Bingen wesentliche Anlaufstellen für die Pilger.

## Markierungszeichen

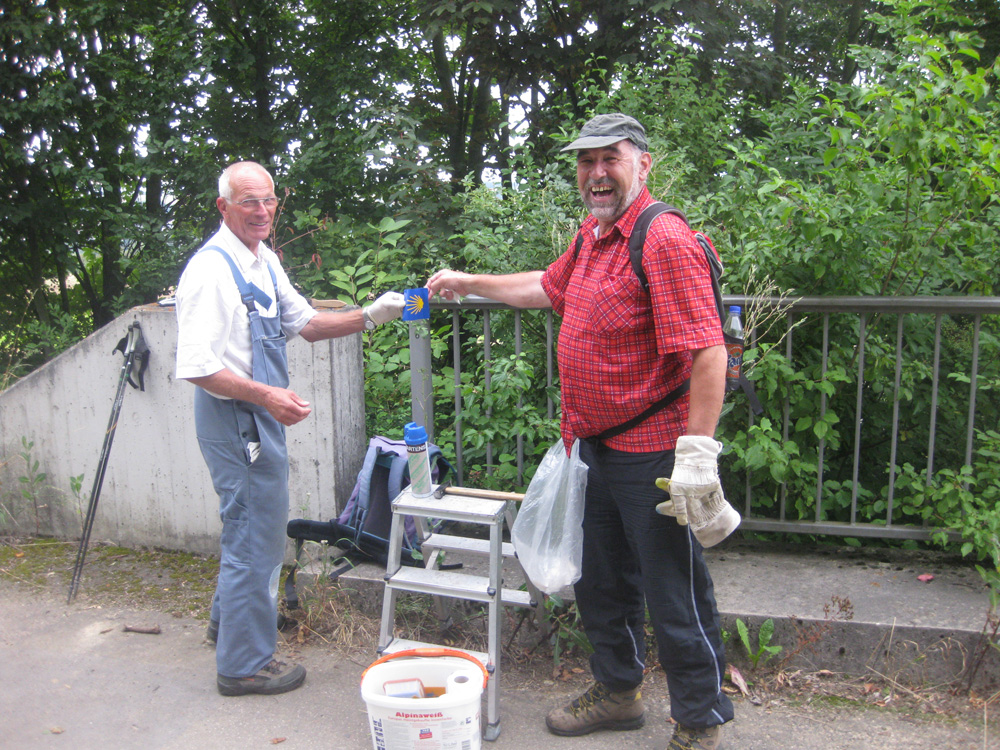
Markierungsarbeiten

Die Markierungsarbeiten wurden 2012 in Nordrhein-Westfalen durch den Eifelverein, in Rheinland-Pfalz von der Regionalgruppe Mittelrhein der St. Jakobus-Gesellschaft Rheinland-Pfalz-Saarland e.V. so durchgeführt, dass der Weg auch ohne zusätzliches Kartenmaterial absolviert werden kann. Dabei fand das inzwischen in ganz Europa gültige Symbol der stilisierten gelben Jakobsmuschel auf blauem Grund in Form von Aufklebern, Aluminiumschildern und Sprühmarkierungen mit Forstfarbe Verwendung. Die zusammenlaufenden Rippen der Jakobsmuschel weisen dabei dem Pilger die Wegrichtung.

## Verlauf
Der Linksrheinische Jakobsweg wurde von der Regionalgruppe Mittelrhein der St. Jakobus-Gesellschaft Rheinland-Pfalz-Saarland e.V. realisiert und auf einer Länge von rund 240 km zwischen Köln und Bingen markiert. Im Bereich von Stolzenfels wird ein kurzer Abschnitt gemeinsam mit dem Mosel-Camino (Jakobsweg von Stolzenfels nach Trier) genutzt.
| Etappenvorschläge | Etappenlänge | Orte in der Reihenfolge des Erreichens                                                                         |
| ----------------- | ------------ | --- |
| Etappe 1          | ca. 18 km    | Köln – Rodenkirchen – Sürth – Godorf – Wesseling                                                               |
| Etappe 2          | ca. 16 km    | Wesseling – Widdig – Uedorf – Hersel – Graurheindorf – Bonn                                                    |
| Etappe 3          | ca. 20 km    | Bonn – Bad Godesberg – Heiderhof – Ließem – Niederbachem                                                       |
| Etappe 4          | ca. 23 km    | Niederbachem – Rolandsbogen – Rolandseck – Oberwinter – Bandorf – Unkelbach – Remagen – Bad Bodendorf – Sinzig |
| Etappe 5          | ca. 24 km    | Sinzig – Oberbreisig – Bad Breisig – Brohl-Lützing – Namedy – Andernach                                        |
| Etappe 6          | ca. 28 km    | Andernach – Miesenheim – (Weißenthurm) – Kettig – Mülheim-Kärlich – Rübenach – Güls – Koblenz                  |
| Etappe 7          | ca. 18 km    | Koblenz – (Stolzenfels) – Rhens                                                                                |
| Etappe 8          | ca. 16 km    | Rhens – Brey – Boppard – Bad Salzig                                                                            |
| Etappe 9          | ca. 26 km    | Bad Salzig – Weiler – Hirzenach – Holzfeld – St. Goar – Urbar – Oberwesel                                      |
| Etappe 10         | ca. 14 km    | Oberwesel – Bacharach                                                                                          |
| Etappe 11         | ca. 19 km    | Bacharach – Neurath – Medenscheid – Oberdiebach – Niederheimbach – (Trechtingshausen) – Gerhardshof            |
| Etappe 12         | ca. 12 km    | Gerhardshof – Bingen                                                                                           |

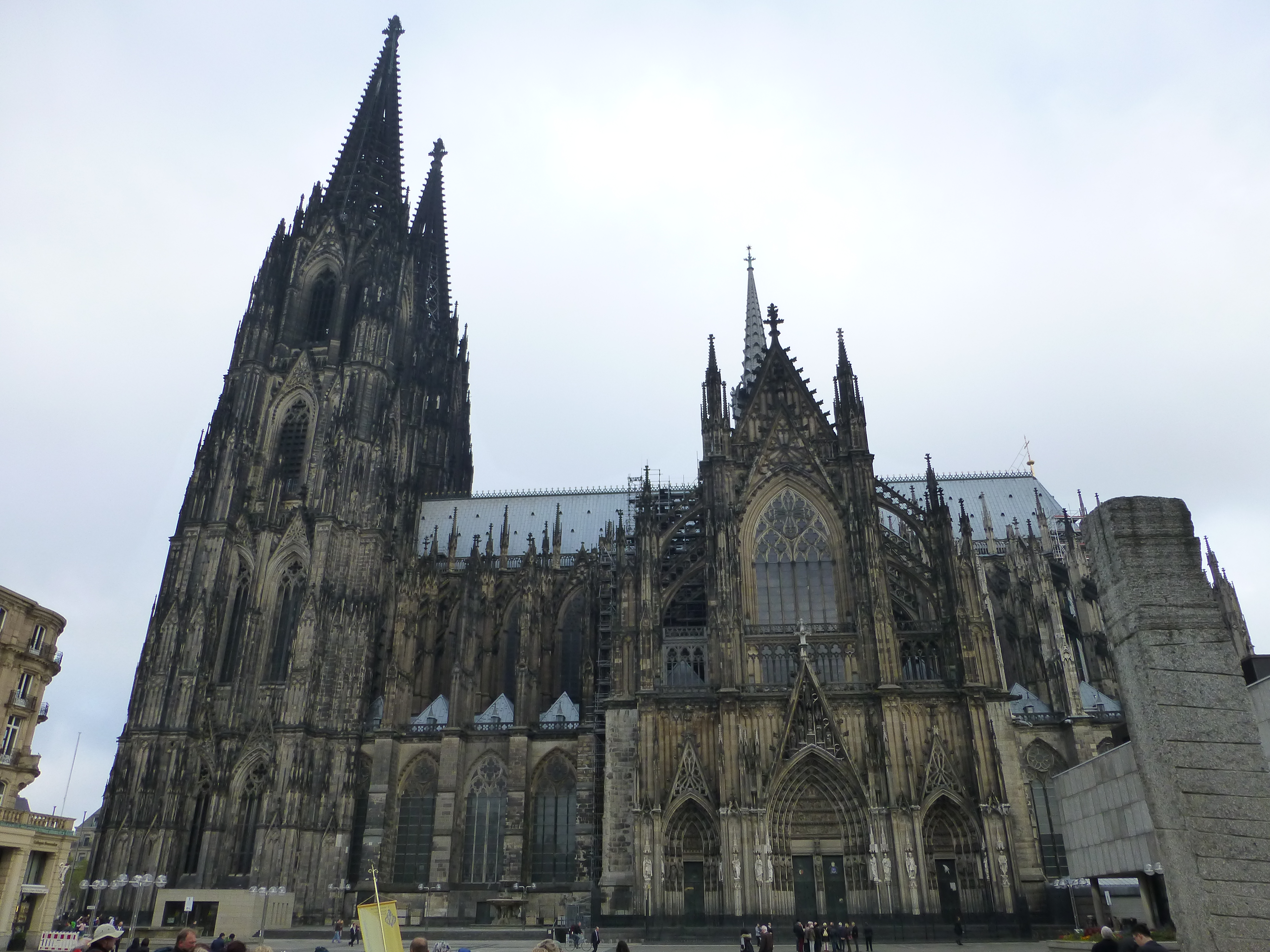
Kölner Dom vom Roncalliplatz gesehen
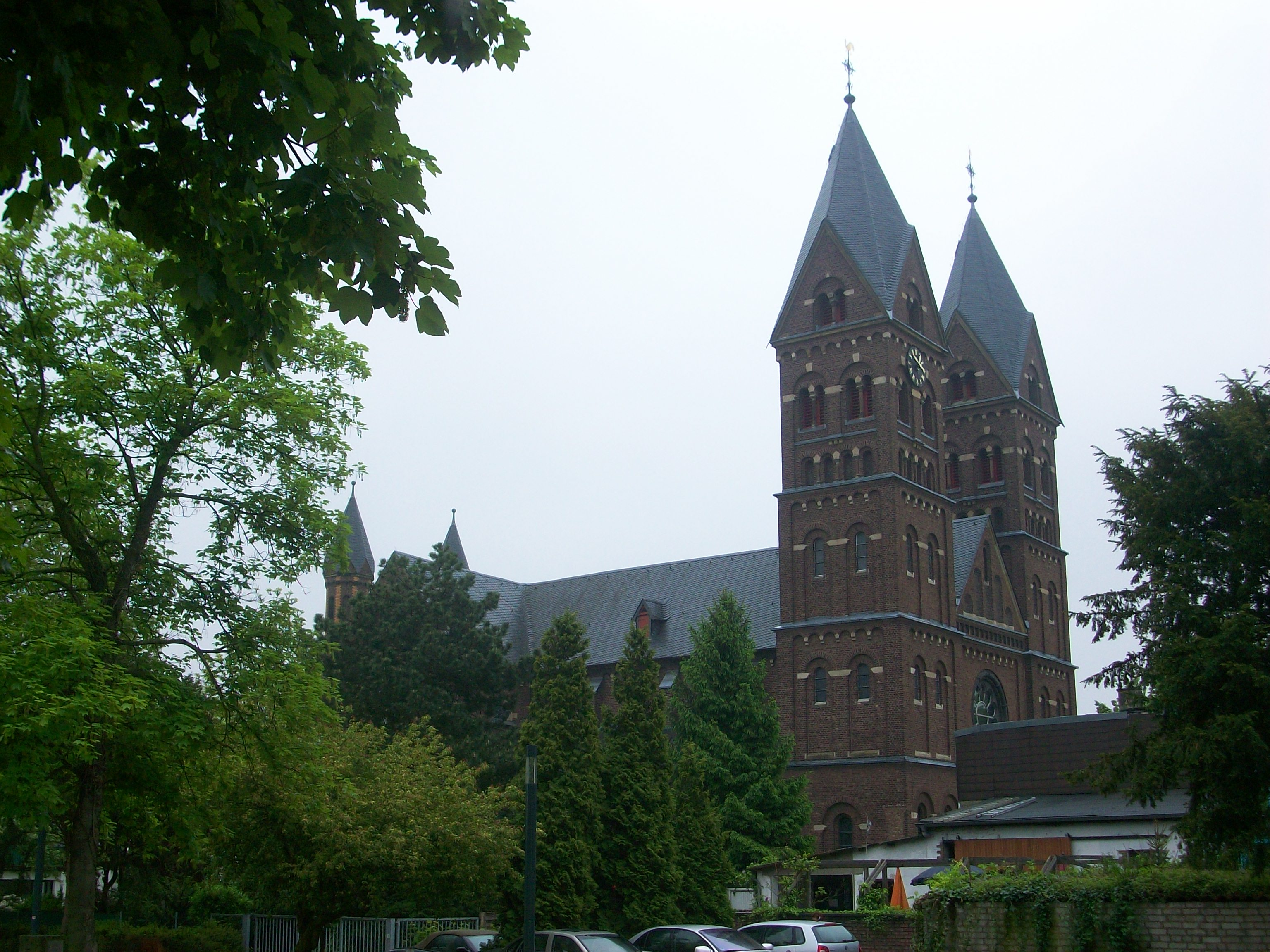
Katholische Pfarrkirche St. Germanus, Wesseling
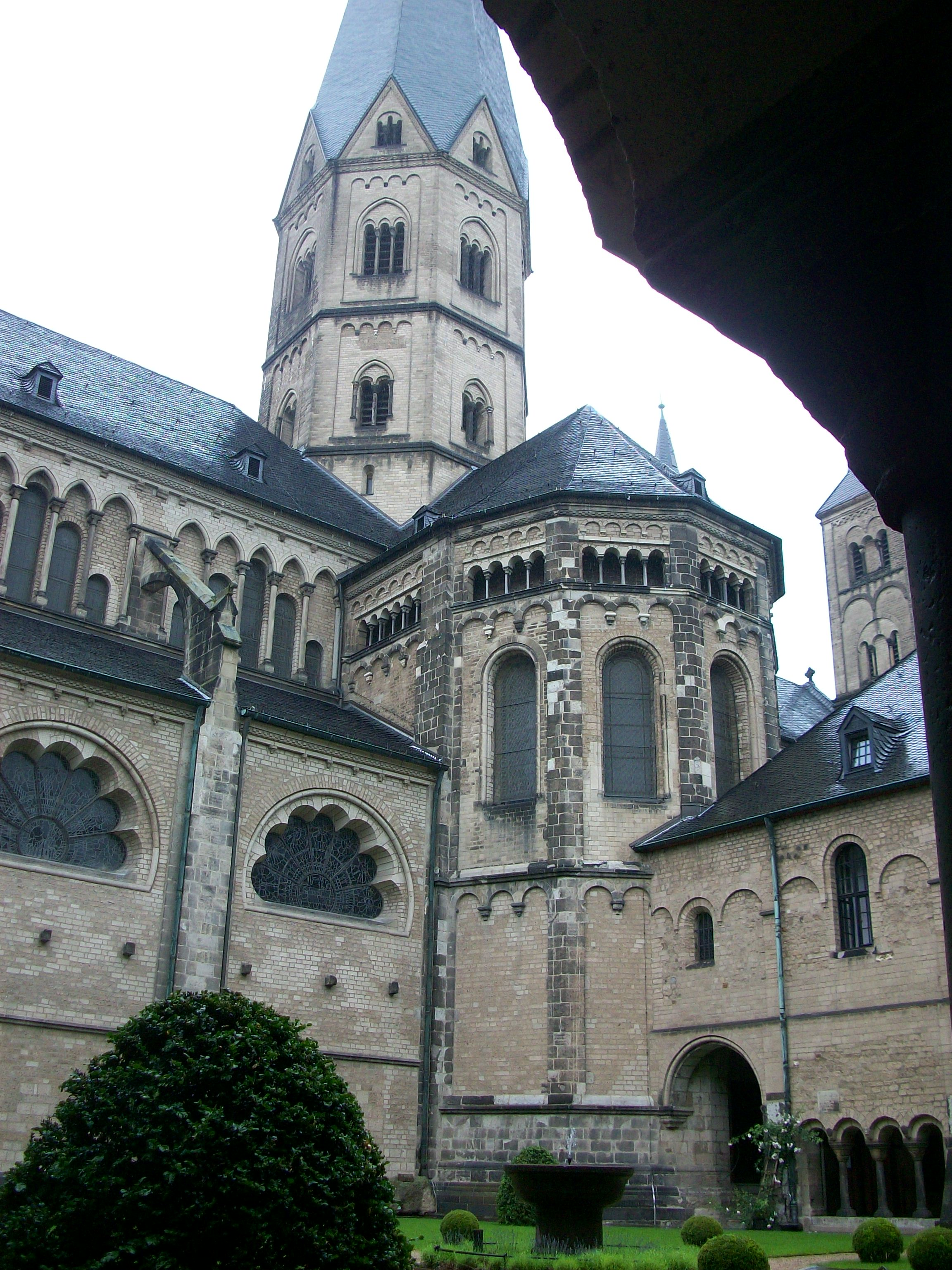
Bonner Münster aus dem Kreuzgang aufgenommen
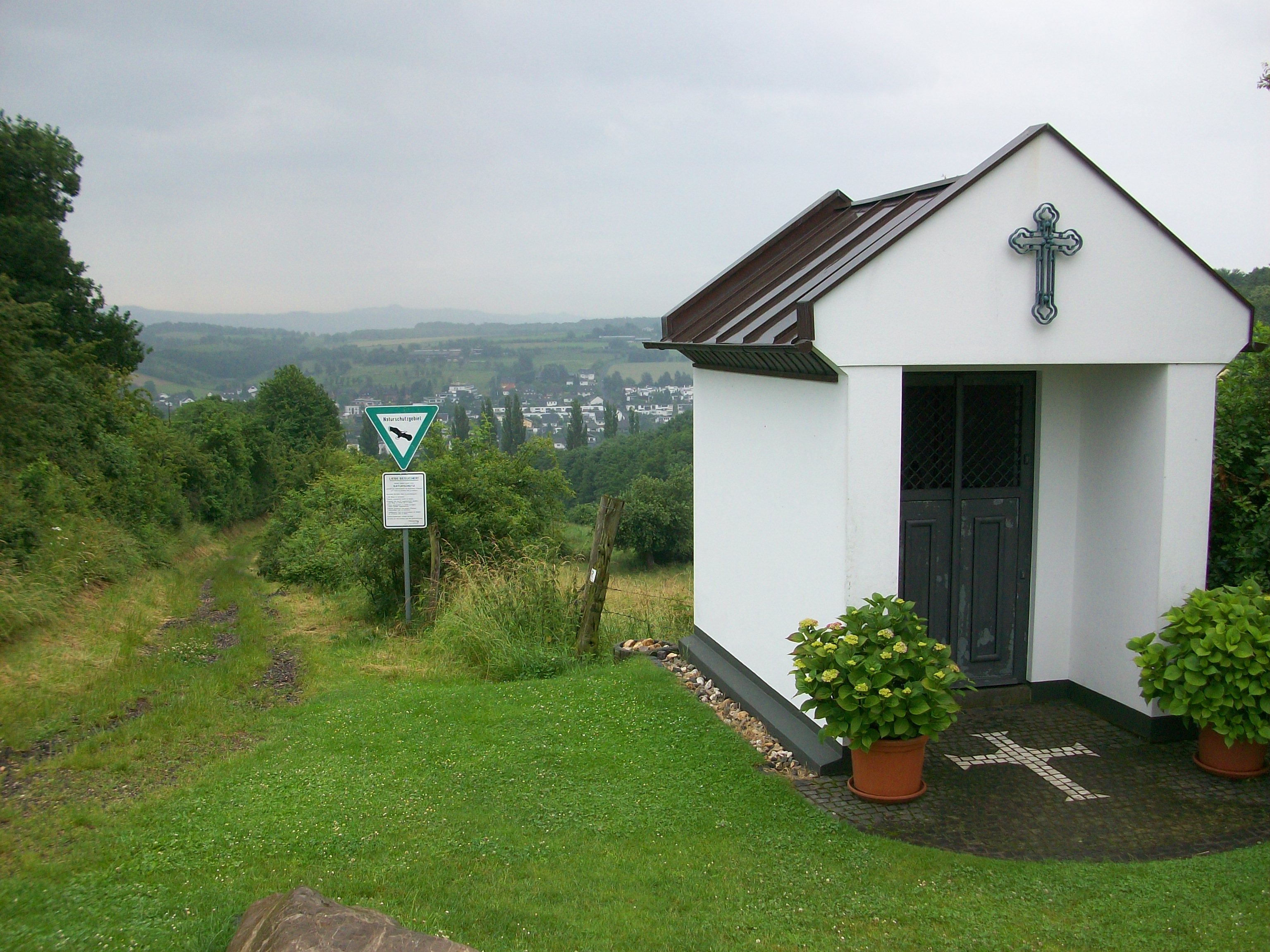
Heiligenhäuschen bei Niederbachem
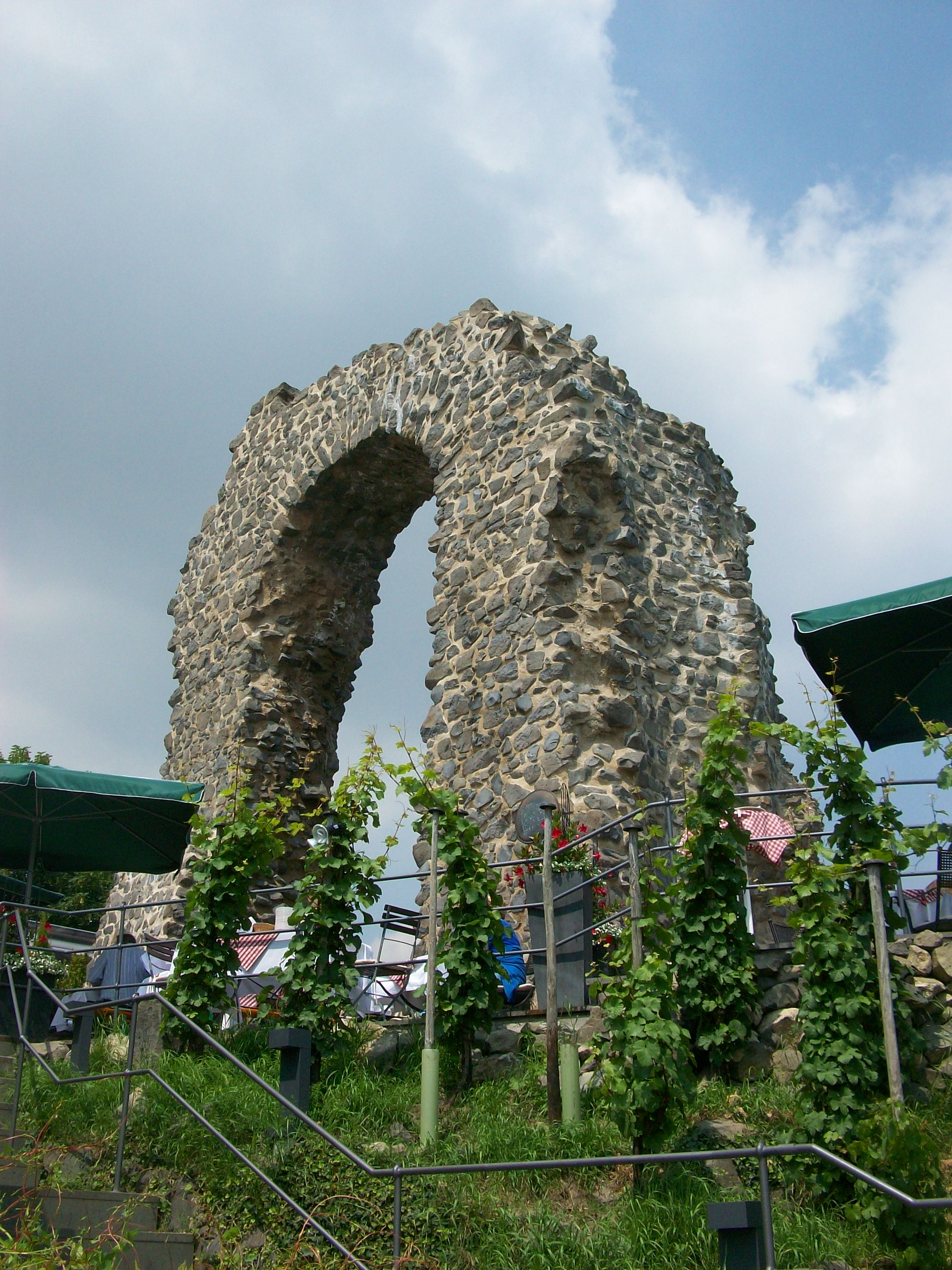
Rolandsbogen
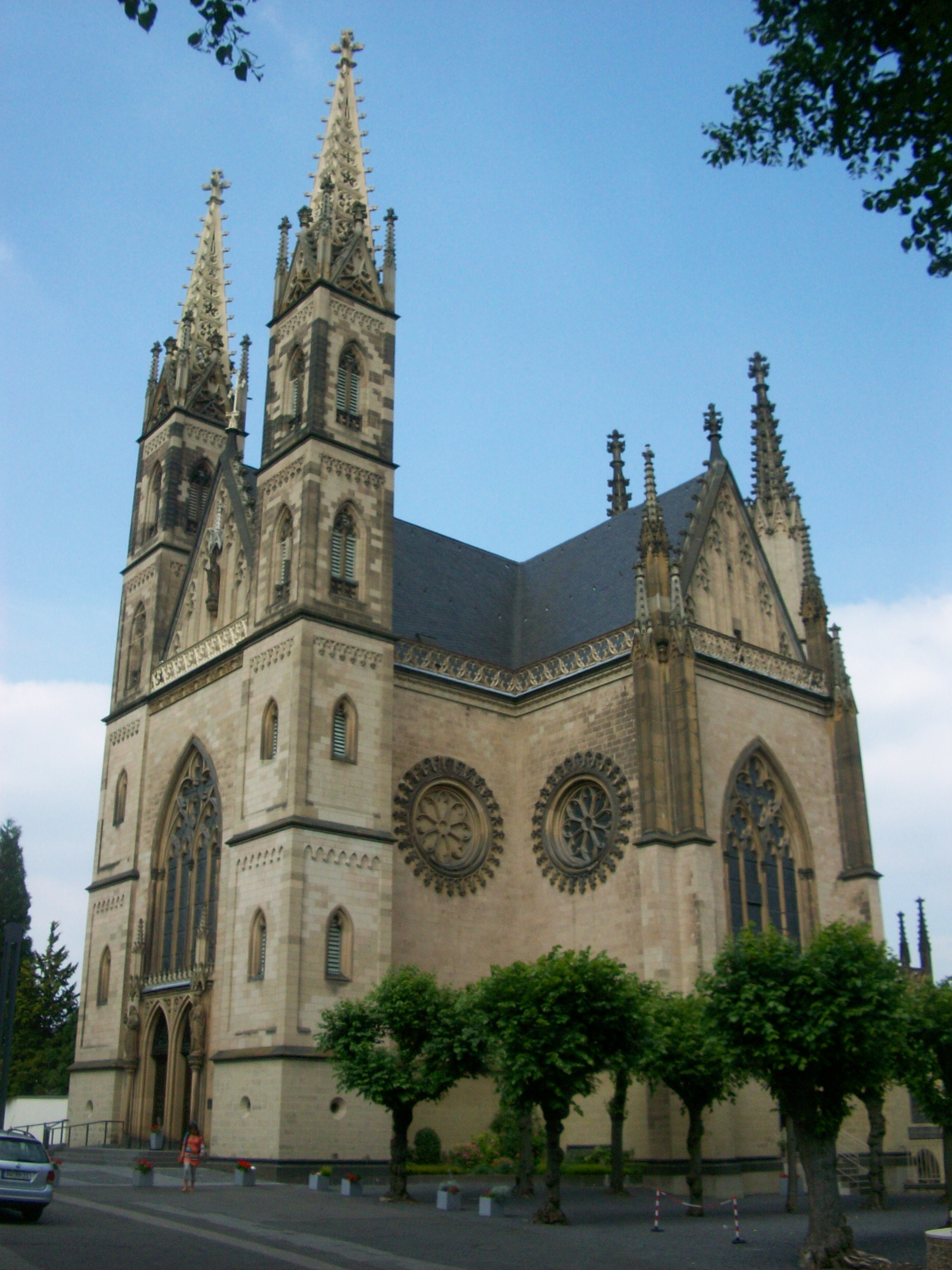
Wallfahrtskirche St. Apollinaris, Remagen
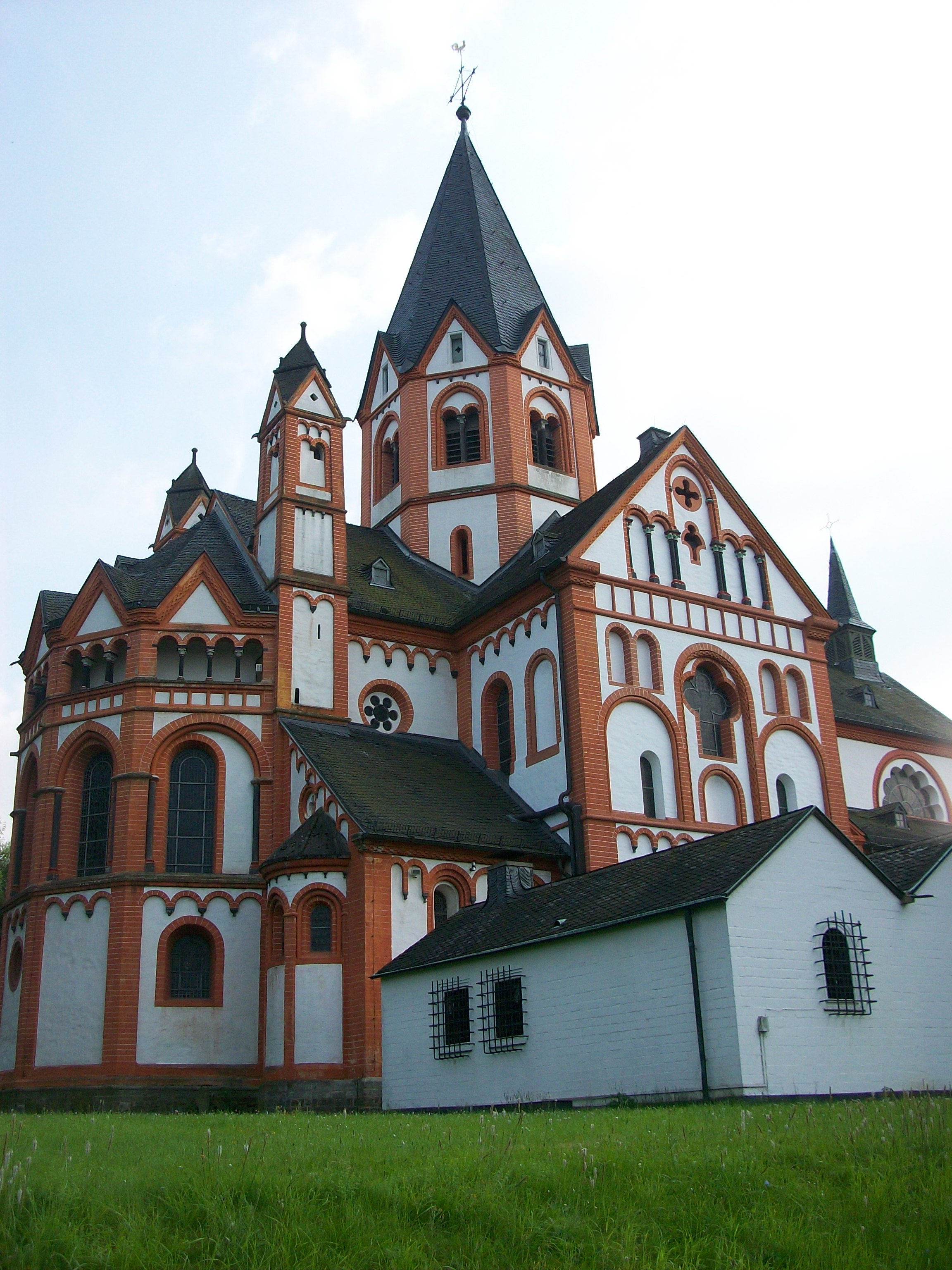
Katholische Pfarrkirche St. Peter, Sinzig
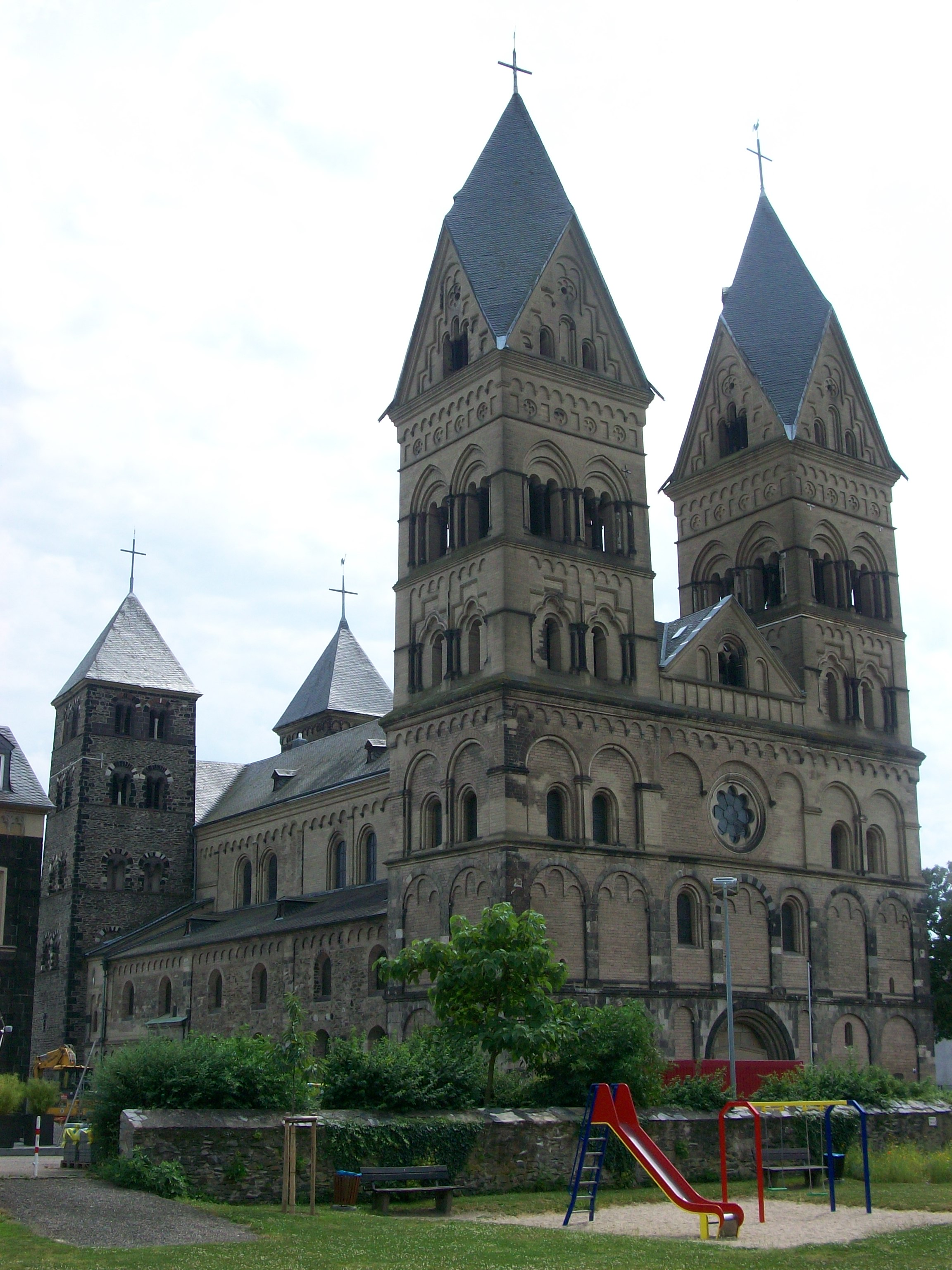
Mariendom, Andernach
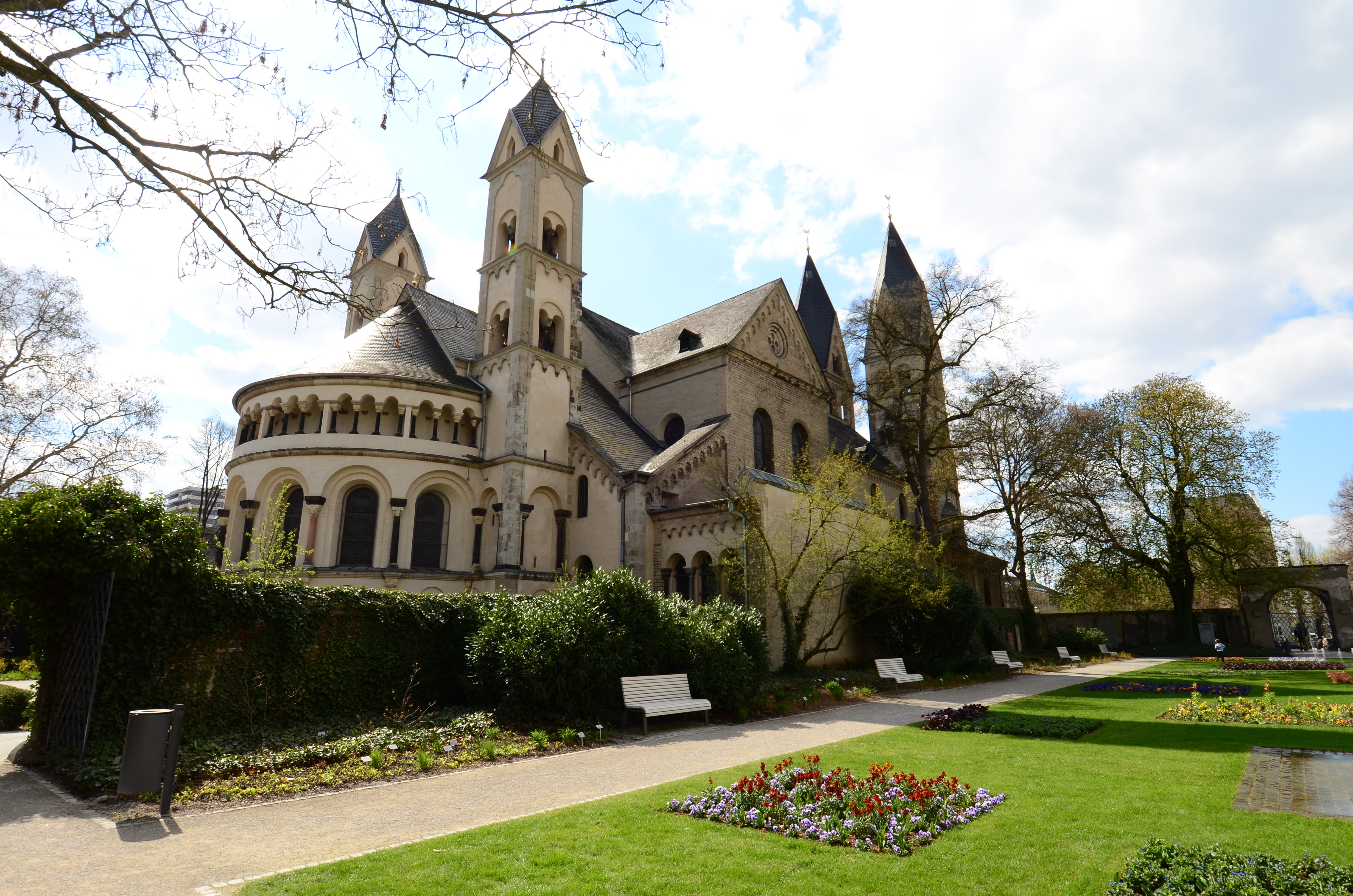
Basilika St. Kastor Koblenz
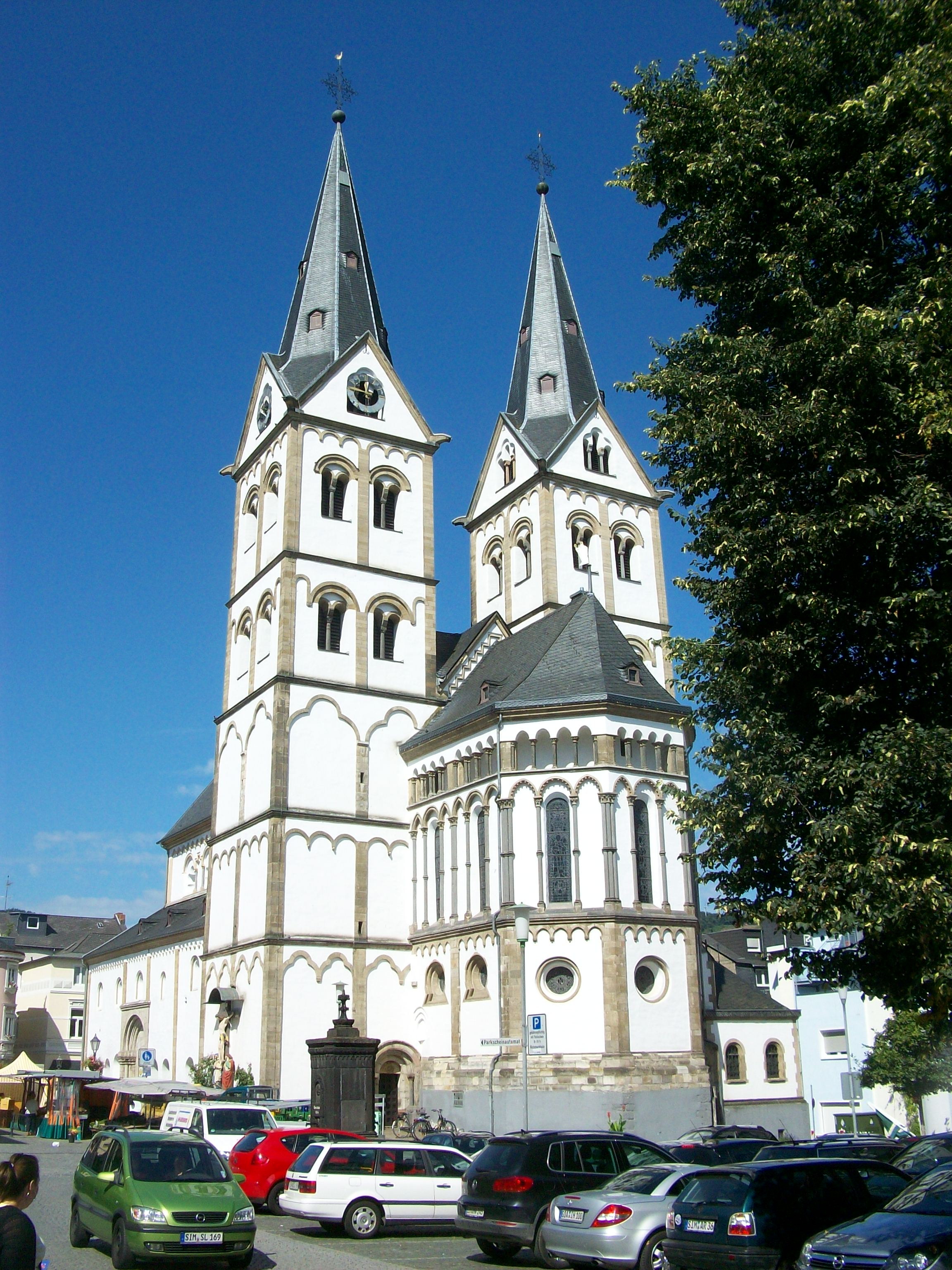
Katholische Pfarrkirche St. Severus, Boppard
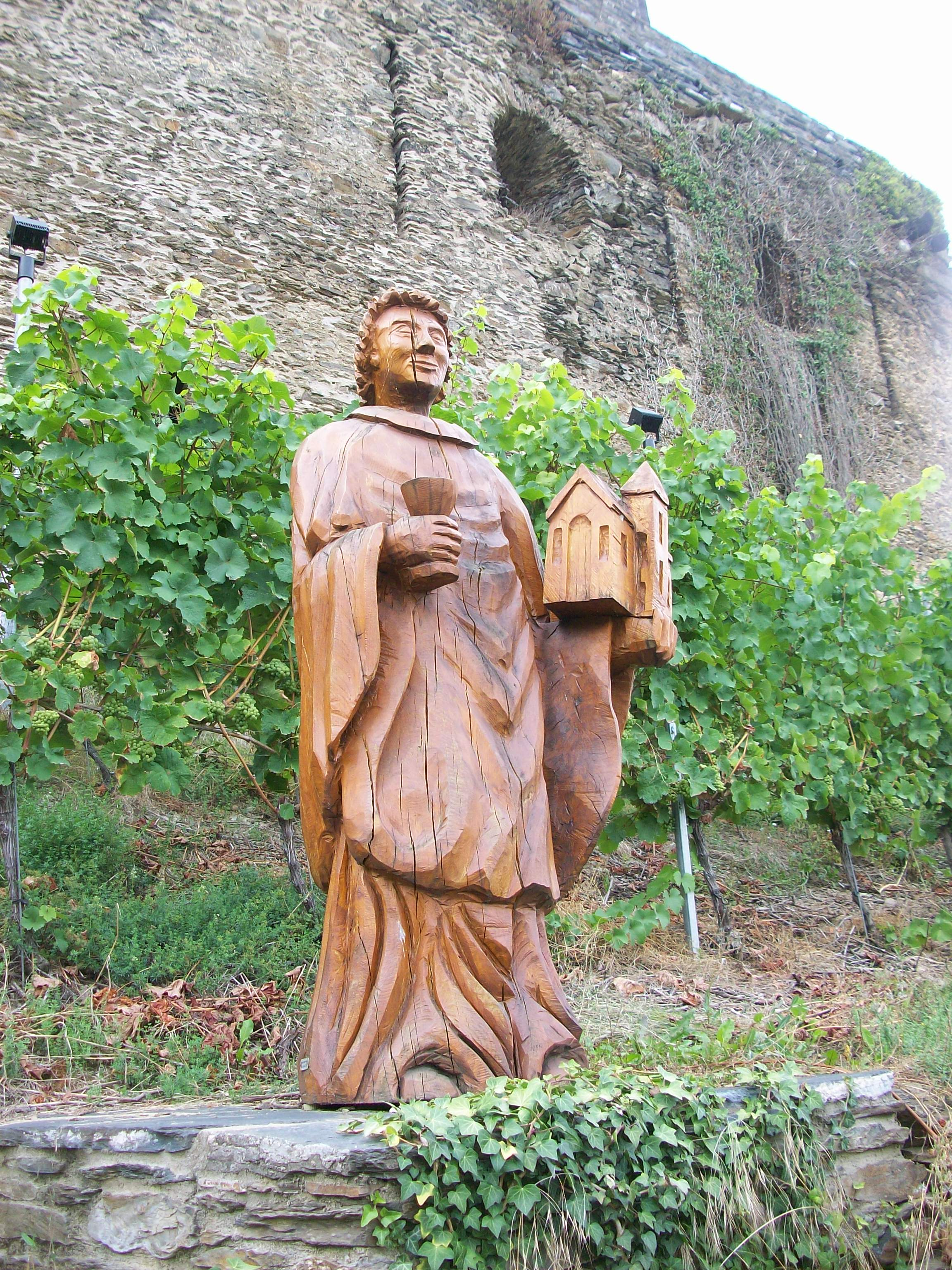
Statue Heiliger Goar an der Burg Rheinfels
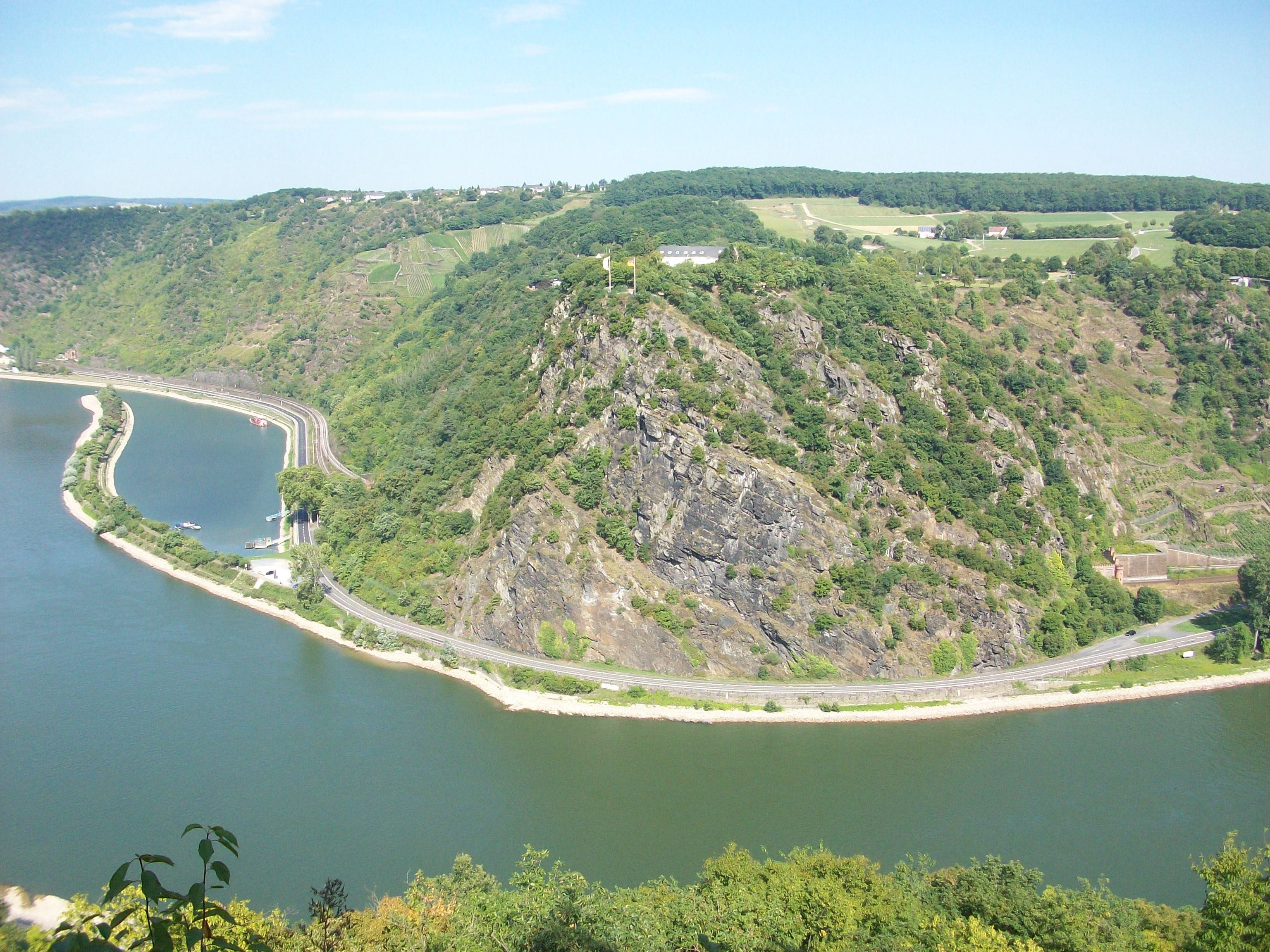
Blick auf die Loreley
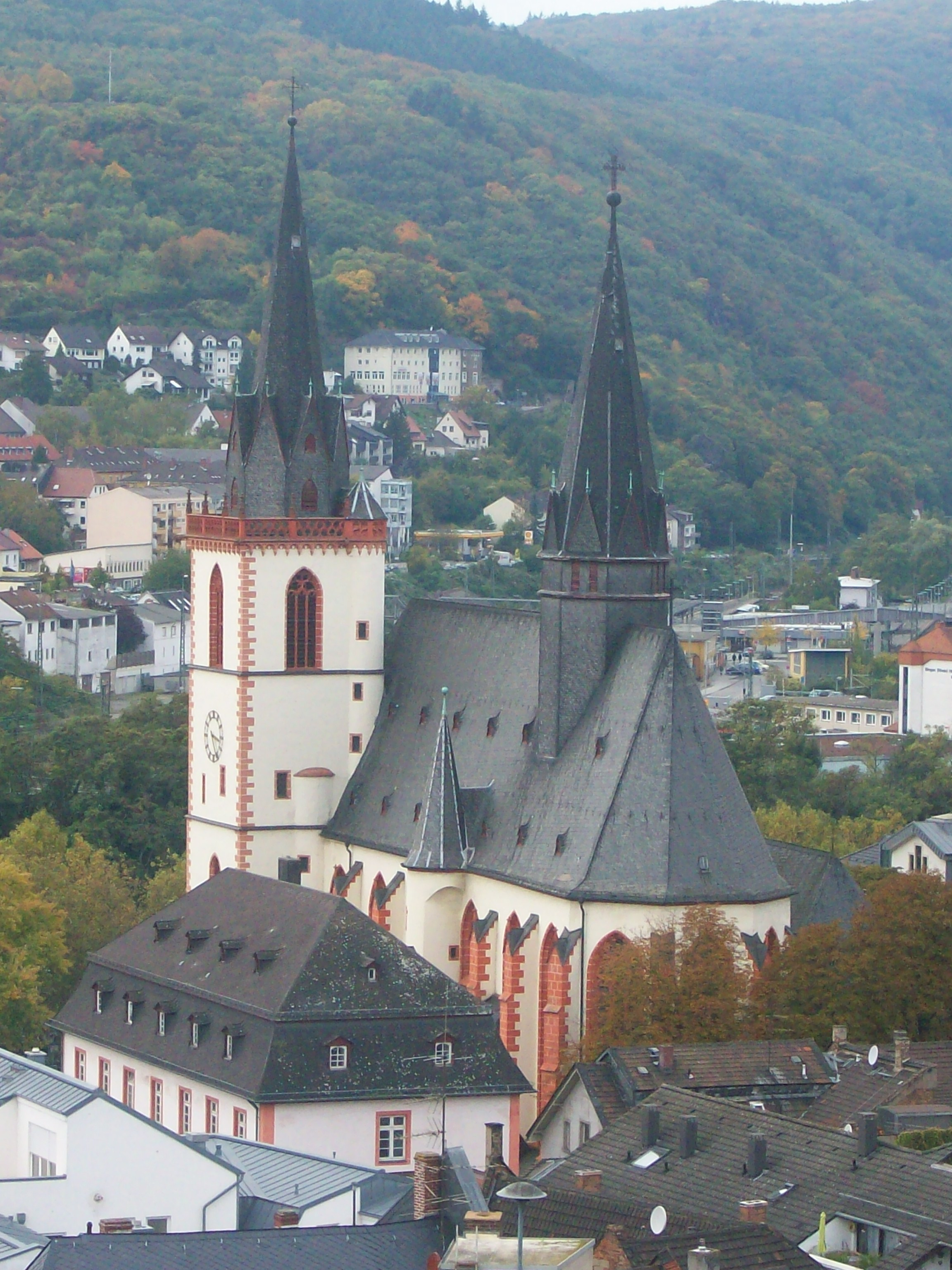
Basilika St. Martin, Bingen

## Jakobusspuren
Im Verlaufe des Pilgerweges gibt es mehrfach die Möglichkeit, sich Jakobusdarstellungen anzusehen.
| Ort                                                | Beschreibung |
| -------------------------------------------------- | --- |
| Köln, Dom                                          | Statue am Petrusportal (um 1380) Holzfigur (19. Jahrhundert) am Clarenaltar in nördlichen Seitenschiff Jakobusfenster (um 1330) und Gemälde am Kreuzigungsaltar in der Maternuskapelle (frühere Jakobuskapelle) im Hochchor (nur mit Führung zugänglich) Sitzfigur am Dreikönigenschrein (1190–1220), Marmorfigur an der Hochaltarfront (um 1310), Chorpfeilerfigur (um 1320), Fußbodenmosaik mit Kathedrale von Santiago (1892) |
| Köln, Basilika St. Maria im Kapitol                | Fenster im Nordschiff (1989) Fenster im Südschiff (16. Jahrhundert) |
| Köln, Basilika St. Georg                           | Fenster im Westbau (1930) |
| Bonn, Seniorenresidenz St. Ägidius und St. Jakobus | Giebel und Jakobusstatue des ehemaligen Pilgerhospitals (17. Jahrhundert) in der Innenhoffassade (Breite Straße) |
| Remagen, Pfarrkirche St. Peter und Paul            | Fresko in der heutigen Taufkapelle (12. Jahrhundert) |
| Oberbreisig, Pfarrkirche St. Viktor                | Darstellung einer Pilgerkrönung an der Südwand des Seitenschiffes (14. Jahrhundert) |
| Bad Breisig, Pfarrkirche St. Marien                | Jakobusdarstellung auf dem Antependium des rechten Seitenaltares |
| Andernach, Hospitalkapelle St. Josef               | Fresko an der Ostwand |
| Koblenz, Basilika St. Kastor                       | spätgotisches Tafelbild an der Südwand (um 1840) |
| Koblenz, Jakobuskapelle                            | ehemalige Friedhofskapelle des deutschen Ordens (1355) |
| Rhens, alte Kirche St. Dionysius                   | Statue am Hochaltar (18. Jahrhundert) |
| Jakobsberger Hof, Jakobuskapelle                   | Jakobusstatue in der ehemaligen Klosterkapelle |
| Boppard, Jakobsberg                                | Jakobuskapelle (1892) |
| St. Goar, Stiftskirche                             | Fresko oberhalb eines Bogenzwickels im Langhaus (Südseite) |
| Oberwesel, Liebfrauenkirche                        | Fresko aus dem an der rechten Säule vor dem Lettner (16. Jahrhundert) Figur im Gnadenstuhl unter einem Fenster an der Südwand (15. Jahrhundert) |

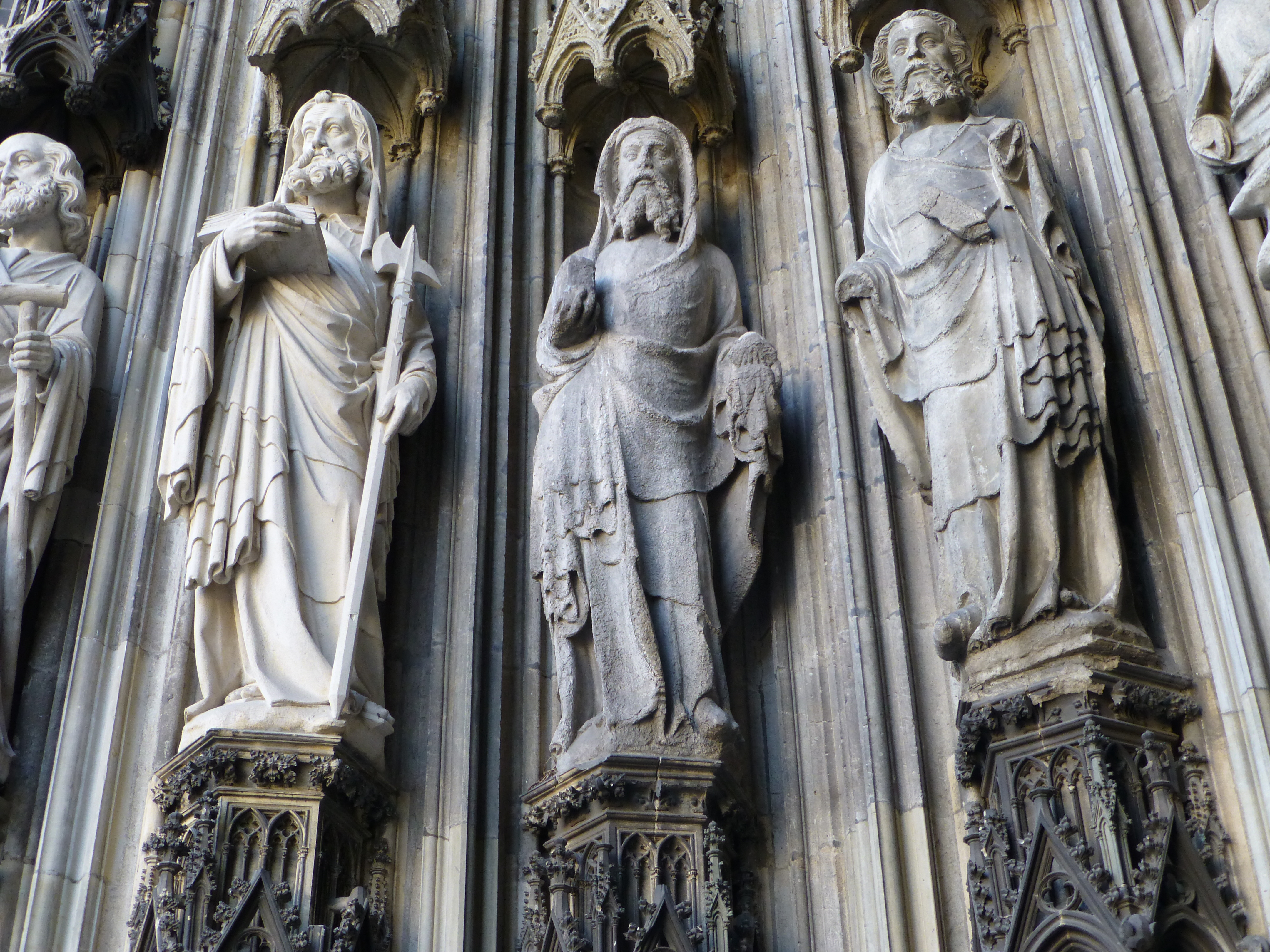
Statue am Petersportal, Dom, Köln
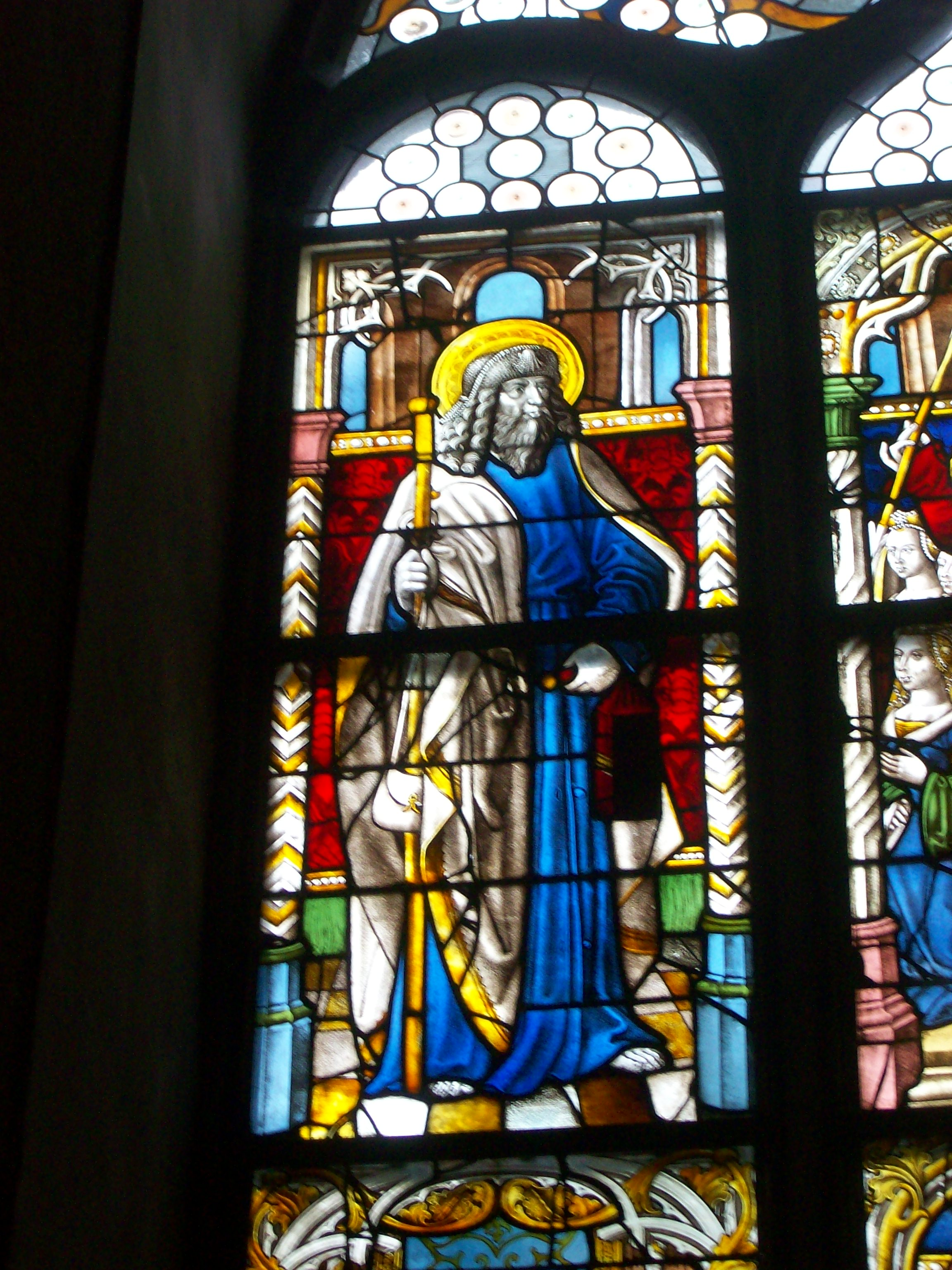
Fensterbild, St. Georg, Köln
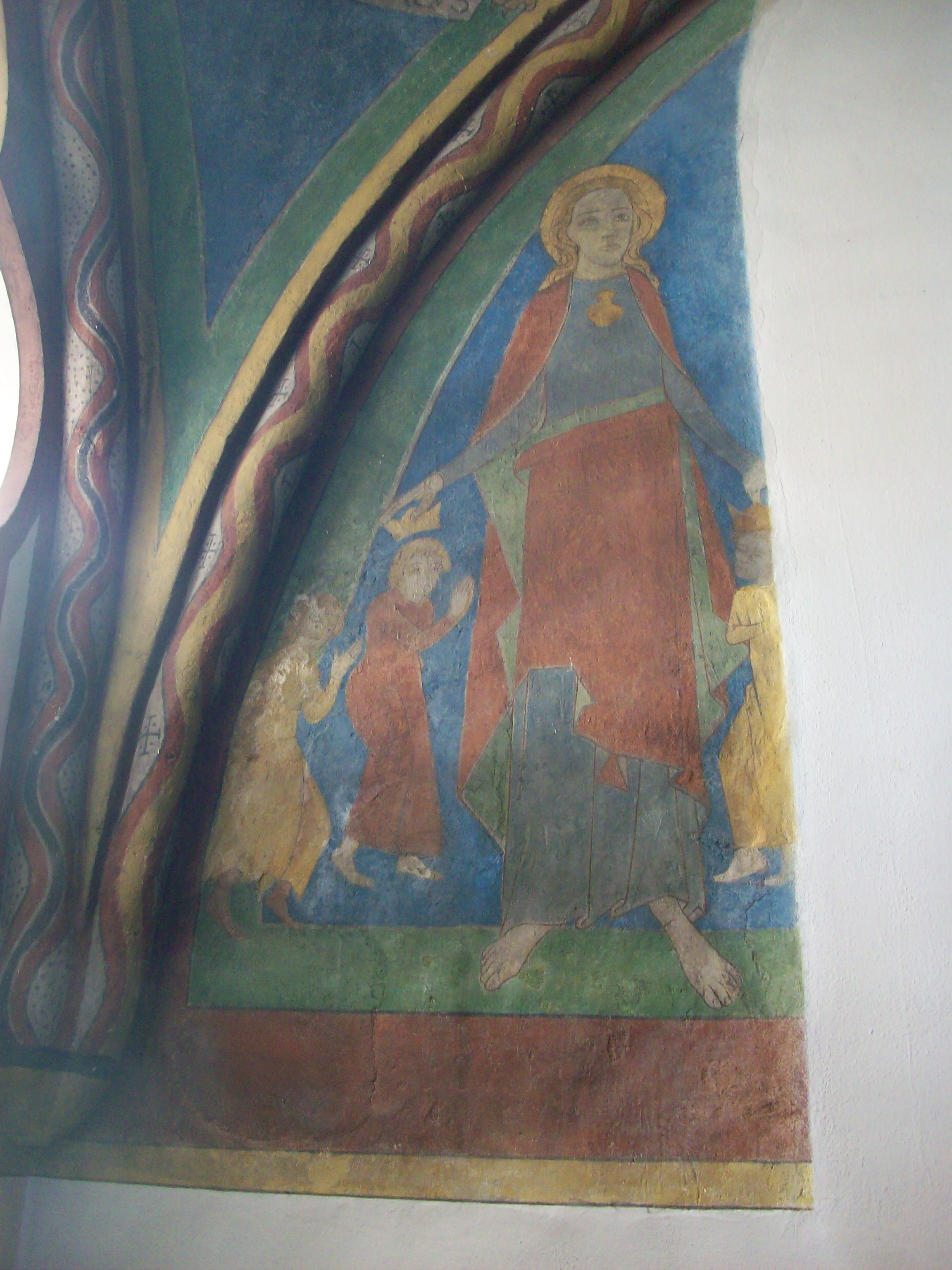
Pilgerkrönung, St. Viktor, Bad Breisig
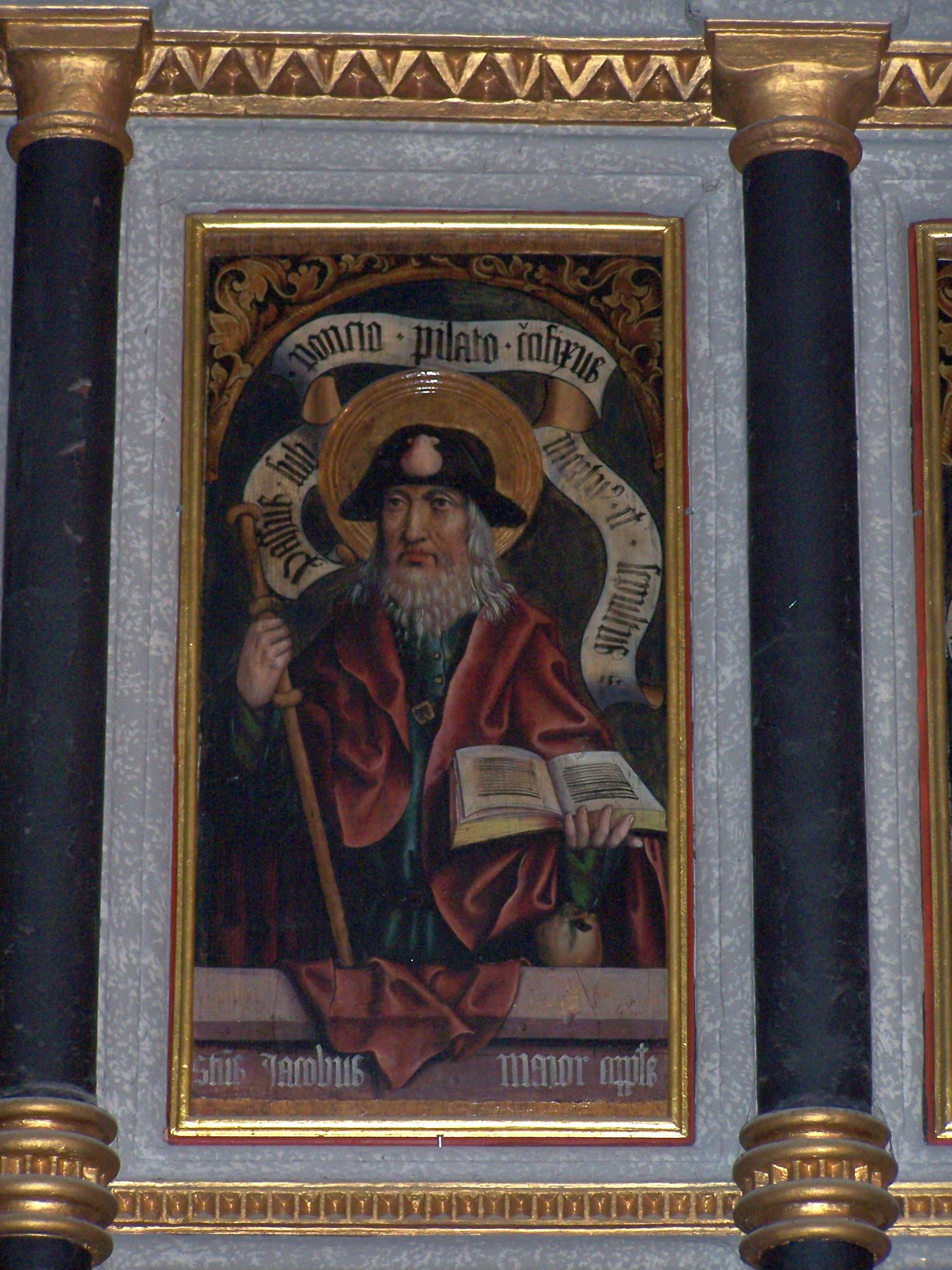
Tafelbild Jakobus d. Ä., St. Kastor, Koblenz
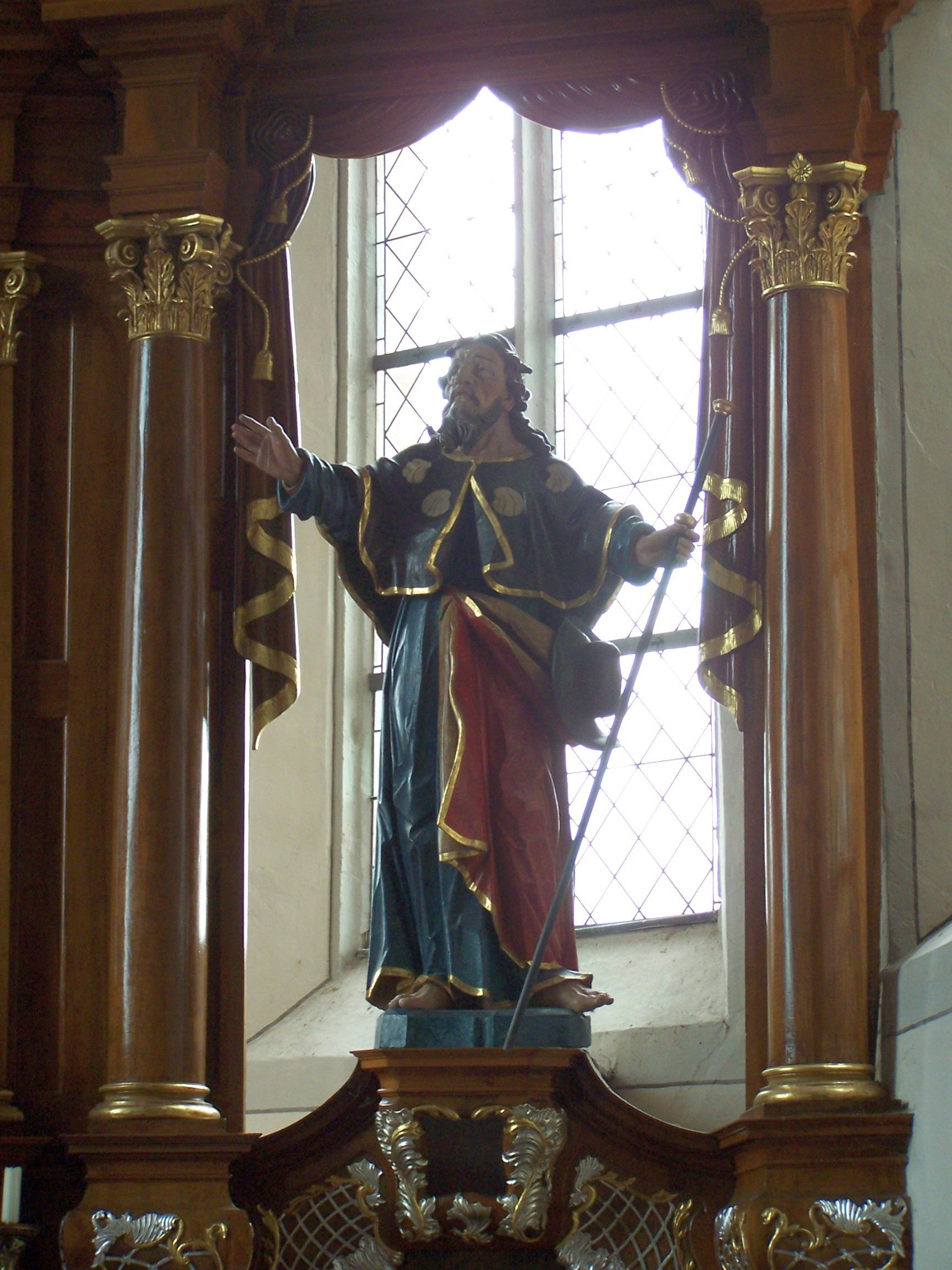
Jakobus-Statue, St. Dionysius, Rhens
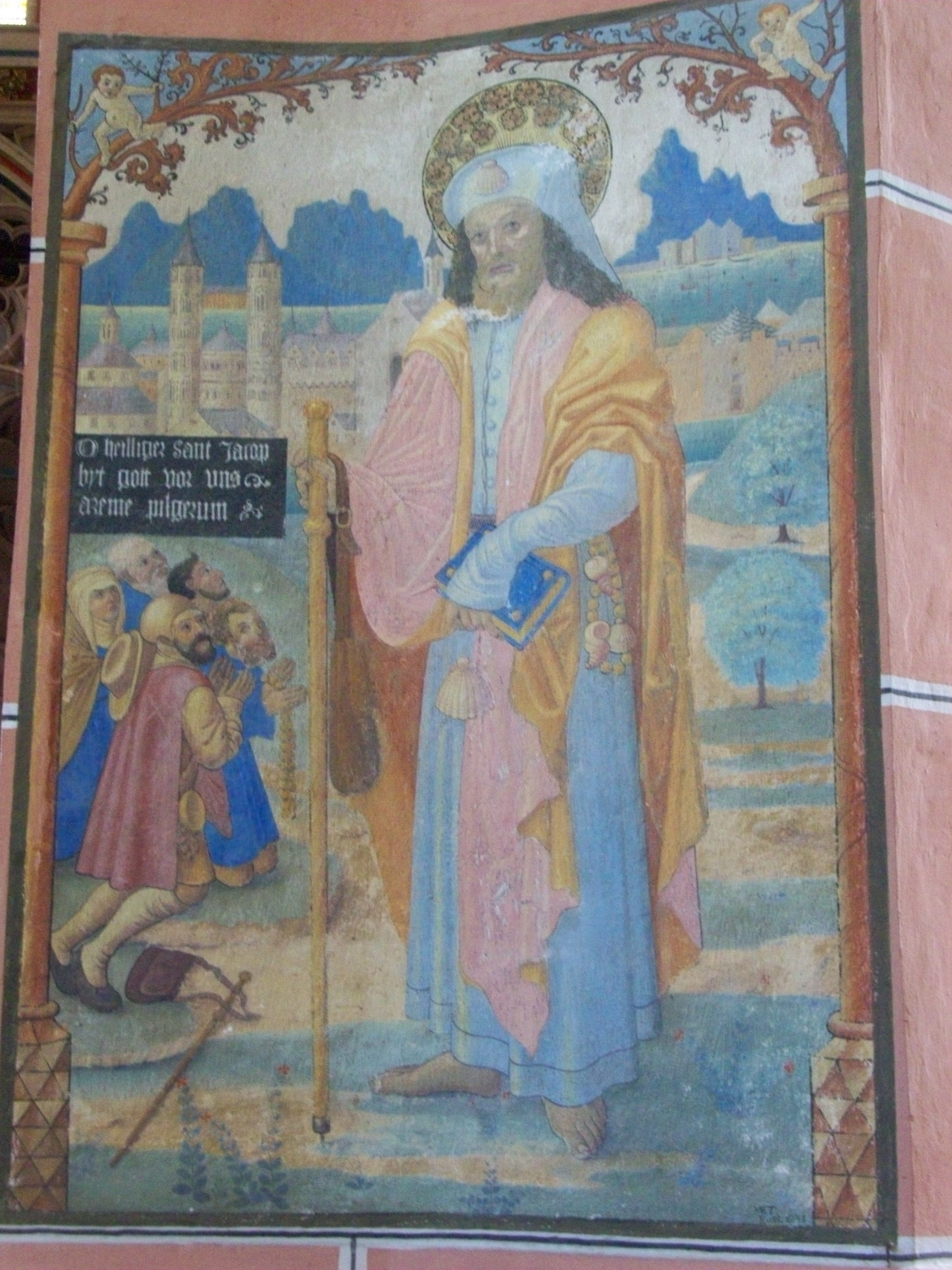
Fresko, Liebfrauenkirche, Oberwesel

## Artenschutz

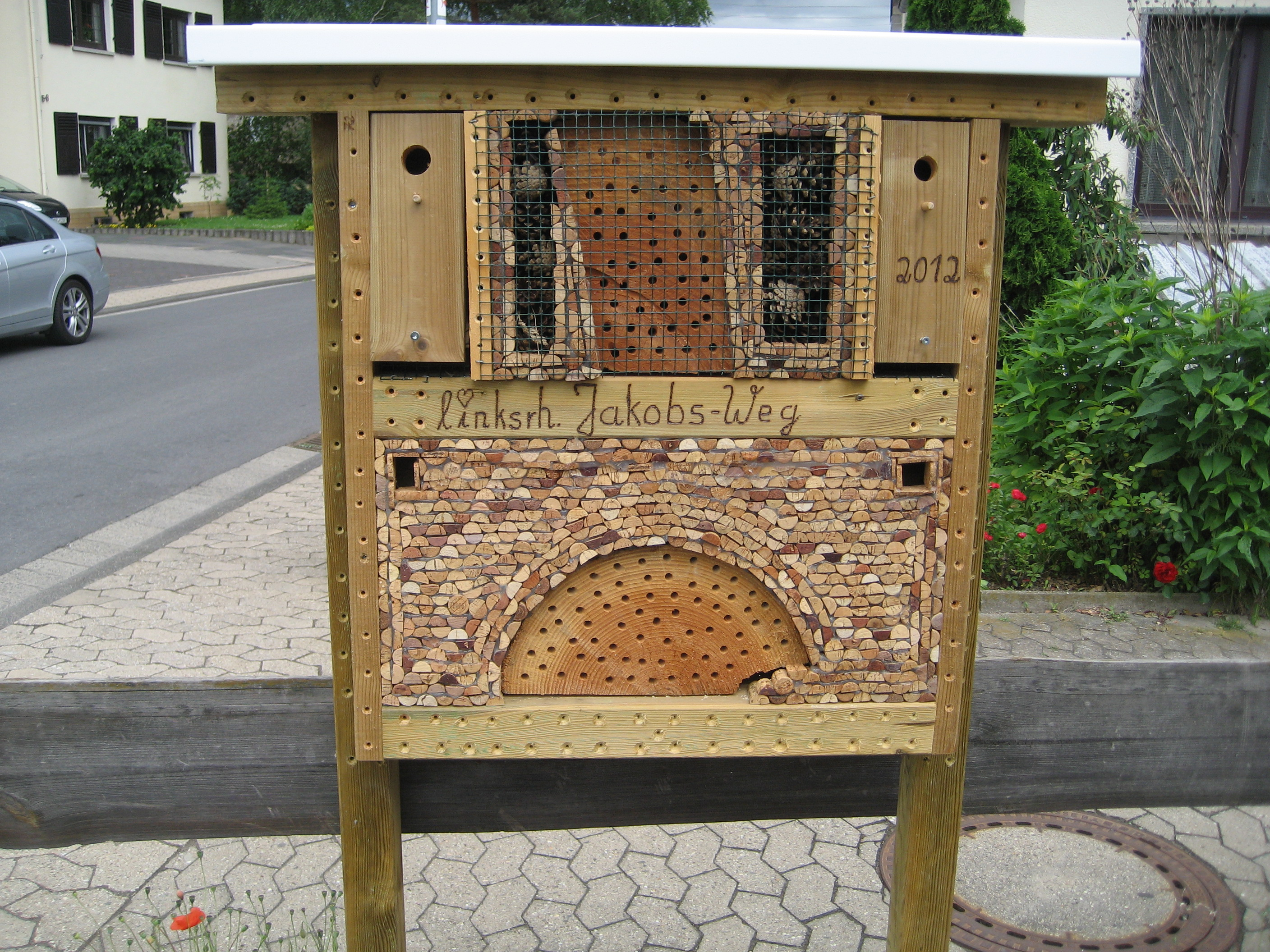
Insektenhotel in Miesenheim

Auf zahlreichen Abschnitten der europäischen Jakobswege wurde bereits begonnen, Wegmarkierungen mit dem Artenschutz zur Erhaltung einer breiten Biodiversität (Artenvielfalt) zu kombinieren. Auch auf dem Linksrheinischen Jakobsweg sind bereits Vogel-Nistkästen, Fledermauskästen und Insekten- und Wildbienenhotels mit gelben Pfeilen und Jakobsmuschelsymbolen aufgehängt und aufgestellt worden.

## Wanderkarten
Der Linksrheinische Jakobsweg ist in den meisten Wanderkarten noch nicht eingezeichnet. Dies wird wahrscheinlich erst in der Zukunft bei Neuauflagen der Fall sein. Stattdessen kann man sich mit Kartenmaterial des Rheinburgenwegs behelfen.
Karten mit Linksrheinischem Jakobsweg
- Naturpark Soonwald-Nahe Blatt 3 (1:25.000). 2. Auflage. LVermGeo Rheinland-Pfalz, Koblenz 2012, ISBN 978-3-89637-374-8.

Karten mit Rheinburgenweg
- RheinWandern Nord (1:25.000). 1. Auflage. LVermGeo Rheinland-Pfalz, Koblenz 2011, ISBN 978-3-89637-388-5.
- RheinWandern Süd (1:25.000). 1. Auflage. LVermGeo Rheinland-Pfalz, Koblenz 2011, ISBN 978-3-89637-387-8.